# Ködnitzkirchl

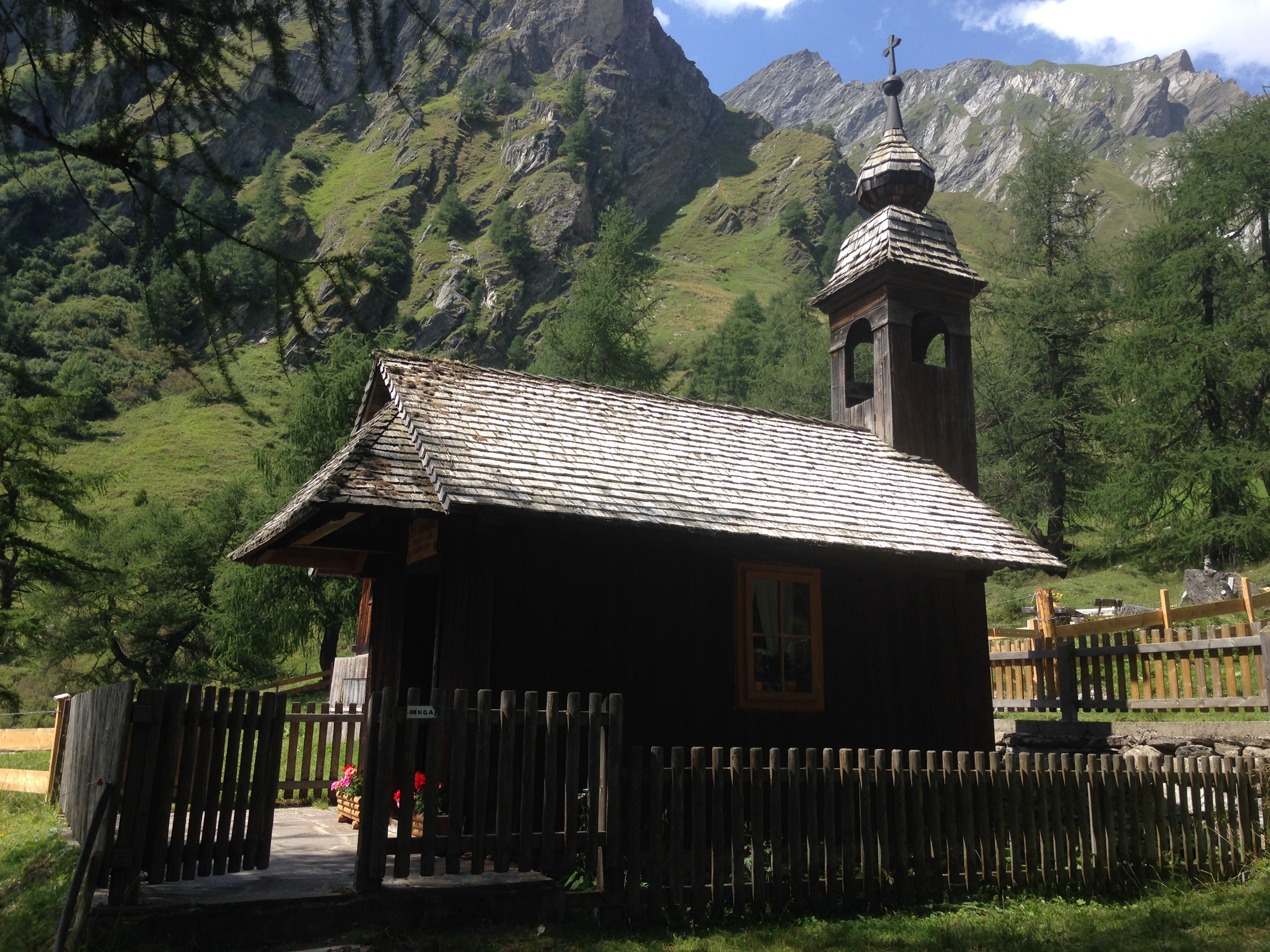
Das Ködnitzkirchl

Das Ködnitzkirchl, auch Herz-Jesu-Kapelle, ist eine denkmalgeschützte (Listeneintrag) Kapelle im Ködnitztal, Gemeinde Kals am Großglockner.
Das Ködnitzkirchl liegt im hinteren Ködnitztal auf der Jörgnalm. Sie wurde um die Mitte des 20. Jahrhunderts errichtet und wird von Almhütten und einem alten Lärchenbestand umgeben. Die auf einem rechteckigen Grundriss errichtete Holzkirche wird von einem schindelgedeckten Satteldach geschützt. Der nordseitig angestellte Turm verfügt über rundbogige Schallöffnungen und eine Zwiebelhaube. Das Innere der Kapelle ist einfach gehalten, über dem Altartisch befindet sich ein gedrucktes Herz-Jesu-Bild. Die Kapelle ist mit einer Holzädikula mit Lourdesgrotte, Kreuzwegdrucken sowie zahlreichen Heiligen- und Votivbildern ausgestattet.